# Томпсон-Фоллс (Монтана)
Томпсон-Фоллс (англ. Thompson Falls) — місто (англ. city) в США, в окрузі Сендерс штату Монтана. Населення — 1336 осіб (2020).

## Географія
Томпсон-Фоллс розташований за координатами 47°35′57″ пн. ш. 115°20′24″ зх. д. / 47.59917° пн. ш. 115.34000° зх. д. (47.599230, -115.340040).  За даними Бюро перепису населення США в 2010 році місто мало площу 4,47 км², уся площа — суходіл. В 2017 році площа становила 4,10 км², уся площа — суходіл.

### Клімат
| Клімат : Томпсон-Фоллс             | Клімат : Томпсон-Фоллс | Клімат : Томпсон-Фоллс | Клімат : Томпсон-Фоллс | Клімат : Томпсон-Фоллс | Клімат : Томпсон-Фоллс | Клімат : Томпсон-Фоллс | Клімат : Томпсон-Фоллс | Клімат : Томпсон-Фоллс | Клімат : Томпсон-Фоллс | Клімат : Томпсон-Фоллс | Клімат : Томпсон-Фоллс | Клімат : Томпсон-Фоллс | Клімат : Томпсон-Фоллс |
| Показник                           | Січ.                   | Лют.                   | Бер.                   | Квіт.                  | Трав.                  | Черв.                  | Лип.                   | Серп.                  | Вер.                   | Жовт.                  | Лист.                  | Груд.                  | Рік                    |
| Абсолютний максимум, °C            | 14,4                   | 21,7                   | 26,7                   | 33,9                   | 37,2                   | 37,8                   | 41,1                   | 41,7                   | 40,6                   | 31,1                   | 23,3                   | 14,4                   | 41,7                   |
| Середній максимум, °C              | 1,7                    | 5,8                    | 11,3                   | 16,9                   | 21,7                   | 25,8                   | 30,8                   | 31,2                   | 25,0                   | 16,3                   | 6,1                    | 1,6                    | 16,2                   |
| Середня температура, °C            | −2                     | 0,8                    | 4,8                    | 9,1                    | 13,3                   | 17,1                   | 20,7                   | 20,7                   | 15,4                   | 8,9                    | 2,2                    | −1,8                   | 9,1                    |
| Середній мінімум, °C               | −5,8                   | −4,2                   | −1,7                   | 1,2                    | 4,9                    | 8,4                    | 10,5                   | 10,2                   | 5,8                    | 1,4                    | −1,8                   | −5,1                   | 2,0                    |
| Абсолютний мінімум, °C             | −30                    | −26,7                  | −20,6                  | −9,4                   | −4,4                   | 0,0                    | 1,7                    | 0,0                    | −6,7                   | −18,9                  | −25                    | −34,4                  | −34,4                  |
| Норма опадів, мм                   | 66                     | 52                     | 45                     | 38                     | 58                     | 55                     | 31                     | 31                     | 30                     | 42                     | 68                     | 70                     | 586                    |
| ---------------------------------- | ---------------------- | ---------------------- | ---------------------- | ---------------------- | ---------------------- | ---------------------- | ---------------------- | ---------------------- | ---------------------- | ---------------------- | ---------------------- | ---------------------- | ---------------------- |
| Джерело: NOAA (normals, 1971–2000) |                        |                        |                        |                        |                        |                        |                        |                        |                        |                        |                        |                        |                        |

## Демографія
Згідно з переписом 2010 року, у місті мешкало 1313 осіб у 618 домогосподарствах у складі 362 родин. Густота населення становила 293 особи/км².  Було 681 помешкання (152/км²).
Расовий склад населення:
| - 94,9 % — білих - 1,6 % — корінних американців - 0,5 % — азіатів - 0,2 % — чорних або афроамериканців |

До двох чи більше рас належало 2,1 %. Частка іспаномовних становила 1,6 % від усіх жителів.
За віковим діапазоном населення розподілялося таким чином: 21,2 % — особи молодші 18 років, 56,1 % — особи у віці 18—64 років, 22,7 % — особи у віці 65 років та старші. Медіана віку мешканця становила 46,2 року. На 100 осіб жіночої статі у місті припадало 94,8 чоловіків;  на 100 жінок у віці від 18 років та старших — 92,6 чоловіків також старших 18 років.
Середній дохід на одне домашнє господарство  становив 44 158 доларів США (медіана — 30 595), а середній дохід на одну сім'ю — 59 428 доларів (медіана — 39 292). Медіана доходів становила 38 889 доларів для чоловіків та 21 771 долар для жінок. За межею бідності перебувало 20,6 % осіб, у тому числі 24,5 % дітей у віці до 18 років та 10,0 % осіб у віці 65 років та старших.
Цивільне працевлаштоване населення становило 346 осіб. Основні галузі зайнятості: освіта, охорона здоров'я та соціальна допомога — 24,6 %, фінанси, страхування та нерухомість — 12,4 %, публічна адміністрація — 10,4 %, науковці, спеціалісти, менеджери — 10,4 %.